# Mysliwka
Mysliwka (ukr. Мислівка; hist. Ludwikówka) – wieś na Ukrainie, w obwodzie iwanofrankiwskim, w rejonie dolińskim. W 2001 roku liczyła 319 mieszkańców.
W II Rzeczypospolitej miejscowość była siedzibą gminy wiejskiej Ludwikówka w powiecie dolińskim, w województwie stanisławowskim. Wieś była siedzibą Komisariatu Straży Celnej "Ludwikówka".
We wsi urodzili się Władysław Kulczycki, Ludomir Baranowski, Stanisław Kochman.